# Monte Emilius
Der Monte Emilius (französisch Mont Émilius) ist ein 3.559 m hoher Berg in der italienischen autonomen Region Aostatal.
Der Monte Emilius bildet zusammen mit einigen zweitrangigen Gipfeln ein eigenes Massiv innerhalb der Grajischen Alpen. 3000 m ragt der Monte Emilius südlich von Aosta über dem Tal auf und prägt damit diese Region sehr. Ein Merkmal dieses Bergmassivs sind seine zahlreichen Seen glazialen Ursprungs.
Der Gipfel kann über einen hochalpinen Steig erstiegen werden. Als Ausgangspunkt für die Besteigung dient die Schutzhütte Rifugio Arbolle.